# Muti Papazzurri
La famiglia Muti Papazzurri è stata un'antica famiglia nobile romana.

## Storia

### Le difficoltà nella ricerca di una origine familiare
Originariamente nota solo come Papazzurri, la famiglia assunse nel XV secolo l'agnome Muti, secondo la tesi di Teodoro Amayden per la condizione di mutismo di Jannetto Papazzurri di Bartolomeo. Lo stesso Amayden, così come tutti gli storici contemporanei che si sono occupati dell'argomento, dichiara che tale agnome non vada associato al cognome della casata omonima romana, con cui i Muti Papazzurri non condividevano legami di parentela.
La ricostruzione storica deve tener conto dell'antichissima distinzione tra due rami, già presente con la separazione tra i fratelli Giovanni e Prospero di Paolo Muti Papazzurri, e semplificata solo con la generazione successiva nel XVI secolo, quando i due figli di Prospero, per fidecommesso ordinato dalla madre Paolina Porzi, divisero in due parti il patrimonio familiare.
Il riconoscimento dell'origine della famiglia fu oggetto di ricognizione quando Marco Antonio Muti Papazzurri ottenne il cavalierato di Malta al termine del XVII secolo, nonostante la permanenza delle dovute incertezze causate dai casi di omonimia sopra enunciati.

### La successione fino alla divisione del patrimonio familiare
|                                                                                                |                                                                                                |                          |                                    |                                           |                                           |                          |                        |                                                                         |                                                                         |                                                       |                                   |                                                         |                                                         |
|                                                                                                |                                                                                                |                          |                                    |                                           |                                           | Tomasso Papazzurri       |                        |                                                                         |                                                                         |                                                       |                                   |                                                         |                                                         |
|                                                                                                |                                                                                                |                          |                                    |                                           |                                           |                          |                        |                                                                         |                                                                         |                                                       |                                   |                                                         |                                                         |
|                                                                                                |                                                                                                |                          |                                    |                                           |                                           |                          |                        |                                                                         |                                                                         |                                                       |                                   |                                                         |                                                         |
|                                                                                                |                                                                                                |                          |                                    |                                           |                                           | Pietro Papazzurri        |                        |                                                                         |                                                                         |                                                       |                                   |                                                         |                                                         |
|                                                                                                |                                                                                                |                          |                                    |                                           |                                           |                          |                        |                                                                         |                                                                         |                                                       |                                   |                                                         |                                                         |
|                                                                                                |                                                                                                |                          |                                    |                                           |                                           |                          |                        |                                                                         |                                                                         |                                                       |                                   |                                                         |                                                         |
|                                                                                                |                                                                                                |                          |                                    |                                           |                                           | Nicolò Papazzurri        |                        |                                                                         |                                                                         |                                                       |                                   |                                                         |                                                         |
|                                                                                                |                                                                                                |                          |                                    |                                           |                                           |                          |                        |                                                                         |                                                                         |                                                       |                                   |                                                         |                                                         |
|                                                                                                |                                                                                                |                          |                                    |                                           |                                           |                          |                        |                                                                         |                                                                         |                                                       |                                   |                                                         |                                                         |
|                                                                                                |                                                                                                |                          | Paolello Papazzurri                | Paolello Papazzurri                       | Bartolomeo Papazzurri                     | Bartolomeo Papazzurri    | Nicolò Papazzurri      | Nicolò Papazzurri                                                       | Pietro Papazzurri, Vescovo di Rieti                                     | Pietro Papazzurri, Vescovo di Rieti                   |                                   |                                                         |                                                         |
|                                                                                                |                                                                                                |                          |                                    |                                           |                                           |                          |                        |                                                                         |                                                                         |                                                       |                                   |                                                         |                                                         |
|                                                                                                |                                                                                                |                          |                                    |                                           |                                           |                          |                        |                                                                         |                                                                         |                                                       |                                   |                                                         |                                                         |
|                                                                                                |                                                                                                |                          | Paolo Muti Papazzurri              | Paolo Muti Papazzurri                     |                                           |                          |                        | Giovanni (Jannetto) Muti Papazzurri                                     | Giovanni (Jannetto) Muti Papazzurri                                     |                                                       |                                   |                                                         |                                                         |
|                                                                                                |                                                                                                |                          |                                    |                                           |                                           |                          |                        |                                                                         |                                                                         |                                                       |                                   |                                                         |                                                         |
|                                                                                                |                                                                                                |                          |                                    |                                           |                                           |                          |                        |                                                                         |                                                                         |                                                       |                                   |                                                         |                                                         |
|                                                                                                |                                                                                                |                          | Giovanni Muti Papazzurri           | Giovanni Muti Papazzurri                  | Battista Muti Papazzurri                  | Battista Muti Papazzurri | Iacomo Muti Papazzurri | Iacomo Muti Papazzurri                                                  | Tomasso Cecchi Muti Papazzurri, cancelliere dell'Urbe                   | Tomasso Cecchi Muti Papazzurri, cancelliere dell'Urbe | Antonio Muti Papazzurri           | Antonio Muti Papazzurri                                 |                                                         |
|                                                                                                |                                                                                                |                          |                                    |                                           |                                           |                          |                        |                                                                         |                                                                         |                                                       |                                   |                                                         |                                                         |
|                                                                                                |                                                                                                |                          |                                    |                                           |                                           |                          |                        |                                                                         |                                                                         |                                                       |                                   |                                                         |                                                         |
|                                                                                                |                                                                                                |                          | Paolo Muti Papazzurri              |                                           |                                           |                          |                        |                                                                         |                                                                         |                                                       |                                   |                                                         |                                                         |
|                                                                                                |                                                                                                |                          |                                    |                                           |                                           |                          |                        |                                                                         |                                                                         |                                                       |                                   |                                                         |                                                         |
|                                                                                                |                                                                                                |                          |                                    |                                           |                                           |                          |                        |                                                                         |                                                                         |                                                       |                                   |                                                         |                                                         |
|                                                                                                |                                                                                                |                          | Carlo Muti Papazzurri sp. Ceccolla |                                           |                                           |                          |                        |                                                                         |                                                                         |                                                       |                                   |                                                         |                                                         |
|                                                                                                |                                                                                                |                          |                                    |                                           |                                           |                          |                        |                                                                         |                                                                         |                                                       |                                   |                                                         |                                                         |
|                                                                                                |                                                                                                |                          |                                    |                                           |                                           |                          |                        |                                                                         |                                                                         |                                                       |                                   |                                                         |                                                         |
|                                                                                                |                                                                                                | Lorenzo Muti Papazzurri  | Lorenzo Muti Papazzurri            | Paolo Muti Papazzurri sp. Antonia di Nari | Paolo Muti Papazzurri sp. Antonia di Nari |                          |                        |                                                                         |                                                                         |                                                       |                                   |                                                         |                                                         |
|                                                                                                |                                                                                                |                          |                                    |                                           |                                           |                          |                        |                                                                         |                                                                         |                                                       |                                   |                                                         |                                                         |
|                                                                                                |                                                                                                |                          |                                    |                                           |                                           |                          |                        |                                                                         |                                                                         |                                                       |                                   |                                                         |                                                         |
|                                                                                                | Giovanni Muti Papazzurri                                                                       | Giovanni Muti Papazzurri |                                    |                                           |                                           |                          |                        | Prospero Muti Papazzurri sp. Paolina Porzi                              | Prospero Muti Papazzurri sp. Paolina Porzi                              |                                                       |                                   |                                                         |                                                         |
|                                                                                                |                                                                                                |                          |                                    |                                           |                                           |                          |                        |                                                                         |                                                                         |                                                       |                                   |                                                         |                                                         |
|                                                                                                |                                                                                                |                          |                                    |                                           |                                           |                          |                        |                                                                         |                                                                         |                                                       |                                   |                                                         |                                                         |
| Muzio Muti Papazzurri, colonnello delle guardie pontificie (?-1575) sp. Lucrezia Mattei (1518) | Muzio Muti Papazzurri, colonnello delle guardie pontificie (?-1575) sp. Lucrezia Mattei (1518) | Marco Muti Papazzurri    | Marco Muti Papazzurri              | Carlo Muti Papazzurri                     | Carlo Muti Papazzurri                     | Paolo Muti Papazzurri    | Paolo Muti Papazzurri  | Girolamo Muti Papazzurri sp. Livia Savelli/sp. Livia della Zecca (1533) | Girolamo Muti Papazzurri sp. Livia Savelli/sp. Livia della Zecca (1533) | Giuseppe Vincenzo Muti Papazzurri                     | Giuseppe Vincenzo Muti Papazzurri | Marco Antonio Muti Papazzurri sp. Giulia Aragona (1532) | Marco Antonio Muti Papazzurri sp. Giulia Aragona (1532) |

Le fonti storiche tramandano la presenza stabile della famiglia nel rione di Trevi fin dal XIV secolo, nonostante attestazioni della loro presenza in Roma fossero già individuabili nei secoli precedenti. Il legame familiare con il rione trova la propria conferma nella toponomastica della Roma medievale, che in prossimità della Basilica dei Santissimi Apostoli, in cui la famiglia aveva ottenuto il privilegio di erigere una cappella familiare in patronato dedicata alla Pietà, riportava un "Mons de Papazzurris" e una "torre dè Papazzurri", e due isolati denominati Insula Maior e Insula Minor che, con lo scisma della famiglia nel XVI secolo, divennero rappresentazione simbolica della divisione dei due rami familiari. Tale stretta relazione della famiglia con il rione permise nei secoli a molti dei suoi membri di rivestire ruoli di primo piano nella vita civile del quartiere.
Le prime notizie relative alla famiglia sono rintracciabili nell'undicesimo secolo, quando la personalità di Cencio Papazzurri viene registrata come sostenitrice dell'elezione di Papa Leone IX. Nel 1287 Bartolomeo dè Papazzurri fu canonico di Santa Maria in Trastevere, e la famiglia nel 1328 viene ricordata come presente all'incoronazione poetica del Petrarca in Campidoglio.
Nel 1333 in un passo del Diario di Paolo di Lello Petrone, questi ricorda un Giovanni Muti dé Papazzurri prima Canonico di San Giovanni in Laterano e poi Vescovo di Imola e di Rieti nel 1302, posto nel 1346 in un sepolcro ancora oggi visitabile nella basilica romana.
Un Giacomo Muti Papazzurri venne nominato vescovo di Arezzo e di Spoleto nel 1372. 
Nel 1430 Tommaso Cecchi Muti Papazzurri, figlio di quel Jannetto per il cui mutismo l'agnome "Muti" verrà legato alla famiglia per le generazioni successive, venne dichiarato cancelliere dell'Urbe, e nel 1436 Antonio Muti Papazzurri, suo fratello, subì la devastazione della propria abitazione per opera di truppe fedeli al pontefice.
Infine, nel 1521 venne redatto il fidecommesso di Paolina Porzi che il 6 maggio del 1536 condurrà la famiglia al definitivo scisma, con la divisione dei beni ereditari in favore dei figli Girolamo e Marco Antonio.
Una netta divisione in due rami ben distinti era però nota anche prima del fidecommesso di Paolina: suo marito Prospero Muti Papazzurri aveva infatti precedentemente generato uno scisma con il fratello Giovanni, da cui nacquero due rami autonomi e in scarsi rapporti tra loro, i cui discendenti continuarono ad usare i cognomi in modo totalmente arbitrario, talvolta mantenendoli entrambi e talvolta riportando solo Muti, Mutis o de' Mutis. Per incertezza dei documenti, negli alberi genealogici e nelle sezioni i membri della famiglia successivi a Giovanni di Bartolomeo verranno sempre indicati come portatori di entrambi.

#### Il ramo di Giovanni di Paolo Muti Papazzurri
|                                                                       |                                                                       | | |                                                 |                                                                                               |                                                                                               |                       |                                                                     |                                                                     |                        |                        |
|                                                                       |                                                                       | | |                                                 |                                                                                               | Giovanni Muti Papazzurri                                                                      |                       |                                                                     |                                                                     |                        |                        |
|                                                                       |                                                                       | | |                                                 |                                                                                               |                                                                                               |                       |                                                                     |                                                                     |                        |                        |
|                                                                       |                                                                       | | |                                                 |                                                                                               |                                                                                               |                       |                                                                     |                                                                     |                        |                        |
|                                                                       |                                                                       | | |                                                 | Muzio Muti Papazzurri, Colonnello delle guardie pontificie (-1575) sp. Lucrezia Mattei (1518) | Muzio Muti Papazzurri, Colonnello delle guardie pontificie (-1575) sp. Lucrezia Mattei (1518) | Marco Muti Papazzurri | Marco Muti Papazzurri                                               |                                                                     |                        |                        |
|                                                                       |                                                                       | | |                                                 |                                                                                               |                                                                                               |                       |                                                                     |                                                                     |                        |                        |
|                                                                       |                                                                       | | |                                                 |                                                                                               |                                                                                               |                       |                                                                     |                                                                     |                        |                        |
| Cesare Muti Papazzurri                                                | Cesare Muti Papazzurri                                                | Giovanni Pietro Muti Papazzurri, Capitano delle guardie pontificie (-14/06/1588) sp. Tullia Americi | Giovanni Pietro Muti Papazzurri, Capitano delle guardie pontificie (-14/06/1588) sp. Tullia Americi | Orazio Muti Papazzurri (-1588) sp. Giulia Cenci | Orazio Muti Papazzurri (-1588) sp. Giulia Cenci                                               | Diana Muti Papazzurri                                                                         | Diana Muti Papazzurri | Caterina Muti Papazzurri sp. Giovan Francesco de' Galimberti (1559) | Caterina Muti Papazzurri sp. Giovan Francesco de' Galimberti (1559) | Fulvia Muti Papazzurri | Fulvia Muti Papazzurri |
|                                                                       |                                                                       | | |                                                 |                                                                                               |                                                                                               |                       |                                                                     |                                                                     |                        |                        |
|                                                                       |                                                                       | | |                                                 |                                                                                               |                                                                                               |                       |                                                                     |                                                                     |                        |                        |
| Curzio Muti Papazzurri, Canonico di San Giovanni in Laterano (1568-?) | Curzio Muti Papazzurri, Canonico di San Giovanni in Laterano (1568-?) | Lelio Muti Papazzurri Capitano generale delle milizie del popolo romano (1573-4/03/1632)            | Lelio Muti Papazzurri Capitano generale delle milizie del popolo romano (1573-4/03/1632)            | Marcello Muti Papazzurri (1570-1639)            | Marcello Muti Papazzurri (1570-1639)                                                          |                                                                                               |                       |                                                                     |                                                                     |                        |                        |

Da Giovanni derivò un importante ramo inaugurato da due figli maschi, Muzio e Marco: il primogenito, in particolare, divenne colonnello e sposò Lucrezia Mattei nel 1518, che gli diede sei figli, di cui tre maschi: Cesare, Giovanni Pietro e Orazio.
Dei figli di Giovanni Pietro, in particolare, due ottennero grande rilevanza: Curzio, che divenne cronachista e canonico del Laterano e Lelio, che venne insignito del titolo di Cavaliere. Quest'ultimo, in particolare, ricoprì la carica di colonnello e capitano generale delle milizie del Popolo romano, ma rinunciò a questo titolo nel 1631 per concederlo al consanguineo Marco Antonio, discendente di Prospero, fratello del bisnonno Giovanni.
Il primo scisma originato da Giovanni e Prospero, però, si estinse presto: nonostante l'iniziale abbondanza di eredi maschi, Marcello Muti Papazzurri, secondogenito di Giovanni, rimase ultimo della dinastia e senza figli a cui passare la propria eredità, e dunque fu costretto nel 1638 a dividere il proprio lascito tra Girolamo di Prospero e Giovan Battista di Marco Antonio, in quel momento rappresentanti dei due nuovi rami familiari che si erano generati per fidecommesso di Paolina Porzi dallo stesso Girolamo di Prospero e dal padre di Giovan Battista, Marco Antonio di Prospero.

### La divisione della famiglia per opera di Girolamo e Marco Antonio
La seconda divisione familiare tra il ramo di Girolamo e quello di Marco Antonio, figli di Prospero, ebbe conseguenze molto più profonde sulla storia della casata, che nell'arco di due secoli arrivò all'estinzione. Dalla morte della madre Paolina Porzi nel 1536 e dalla conseguente spartizione del patrimonio paterno, la famiglia prese definitivamente strade differenti, che si manifestarono anche geograficamente nell'insediamento della discendenza di Marco Antonio all'interno del Palazzo Muti in piazza Santissimi Apostoli, fatto edificare da suo figlio Giovan Battista, e in quello della discendenza di Girolamo all'interno del Palazzo Muti Papazzurri.

#### Il ramo di Girolamo di Prospero Muti Papazzurri
|                                            |                                            |                                                            |                                                            | | | | |                                                                                              |                                                                              | |                                                                                      | | |                                                         |                                                |                                                |
|                                            |                                            |                                                            |                                                            | | | | |                                                                                              |                                                                              | | Girolamo Muti Papazzurri sp. Livia Savelli/sp. Livia della Zecca (1533)              | | |                                                         |                                                |                                                |
|                                            |                                            |                                                            |                                                            | | | | |                                                                                              |                                                                              | |                                                                                      | | |                                                         |                                                |                                                |
|                                            |                                            |                                                            |                                                            | | | | |                                                                                              |                                                                              | |                                                                                      | | |                                                         |                                                |                                                |
|                                            |                                            |                                                            |                                                            | | | | |                                                                                              |                                                                              | Giovanni Muti Papazzurri sp. Ortensia Ruspoli (1566)                                                                     | Giovanni Muti Papazzurri sp. Ortensia Ruspoli (1566)                                 | Paolina Muti Papazzurri sp. Filippo Caucci                                                           | Paolina Muti Papazzurri sp. Filippo Caucci                                                           |                                                         |                                                |                                                |
|                                            |                                            |                                                            |                                                            | | | | |                                                                                              |                                                                              | |                                                                                      | | |                                                         |                                                |                                                |
|                                            |                                            |                                                            |                                                            | | | | |                                                                                              |                                                                              | |                                                                                      | | |                                                         |                                                |                                                |
|                                            |                                            |                                                            |                                                            | | | | |                                                                                              |                                                                              | Pompeo Muti Papazzurri (-1595) sp. Costanza Spannocchi                                                                   |                                                                                      | | |                                                         |                                                |                                                |
|                                            |                                            |                                                            |                                                            | | | | |                                                                                              |                                                                              | |                                                                                      | | |                                                         |                                                |                                                |
|                                            |                                            |                                                            |                                                            | | | | |                                                                                              |                                                                              | |                                                                                      | | |                                                         |                                                |                                                |
|                                            |                                            |                                                            |                                                            | | | | |                                                                                              |                                                                              | Girolamo Muti Papazzurri, Cav. di S. Iago della Spada, Cav. di S. Pietro (1592-1662) sp. Vittoria Virginia Ignazi (1608) |                                                                                      | | |                                                         |                                                |                                                |
|                                            |                                            |                                                            |                                                            | | | | |                                                                                              |                                                                              | |                                                                                      | | |                                                         |                                                |                                                |
|                                            |                                            |                                                            |                                                            | | | | |                                                                                              |                                                                              | |                                                                                      | | |                                                         |                                                |                                                |
|                                            |                                            |                                                            |                                                            | | Giovanni Muti Papazzurri, Canonico di Santa Maria Maggiore, Auditore della Sacra Rota, Nunzio Apostolico a Napoli (1629-13/09/1706) | Giovanni Muti Papazzurri, Canonico di Santa Maria Maggiore, Auditore della Sacra Rota, Nunzio Apostolico a Napoli (1629-13/09/1706) | Pompeo Muti Papazzurri, Marchese di Filacciano (1630-17/06/1713) sp. Isabella Massimo (1660)       | Pompeo Muti Papazzurri, Marchese di Filacciano (1630-17/06/1713) sp. Isabella Massimo (1660) | Scipione Francesco Muti Papazzurri, Marchese di Filacciano (1631-02/12/1716) | Scipione Francesco Muti Papazzurri, Marchese di Filacciano (1631-02/12/1716)                                             | Costanza Muti Papazzurri (1631-?)                                                    | Costanza Muti Papazzurri (1631-?)                                                                    | Curzio Filippo Muti Papazzurri, abate (1633-01/05/1708)                                              | Curzio Filippo Muti Papazzurri, abate (1633-01/05/1708) | Giuseppe Muti Papazzurri (1636-?)              | Giuseppe Muti Papazzurri (1636-?)              |
|                                            |                                            |                                                            |                                                            | | | | |                                                                                              |                                                                              | |                                                                                      | | |                                                         |                                                |                                                |
|                                            |                                            |                                                            |                                                            | | | | |                                                                                              |                                                                              | |                                                                                      | | |                                                         |                                                |                                                |
|                                            |                                            | Girolamo Francesco Muti Papazzurri (1663-10/02/1663)       | Girolamo Francesco Muti Papazzurri (1663-10/02/1663)       | Vittoria Virginia Muti Papazzurri (1665-11/04/1723) sp. Conte Antonio Francesco Soderini                  | Vittoria Virginia Muti Papazzurri (1665-11/04/1723) sp. Conte Antonio Francesco Soderini                                            | Girolamo Muti Papazzurri, Marchese di Filacciano (1666-11/12/1750) sp. Anna Maria Costaguti (1702)                                  | Girolamo Muti Papazzurri, Marchese di Filacciano (1666-11/12/1750) sp. Anna Maria Costaguti (1702) | Laura Maria Muti Papazzurri (?-12/02/1734) sp. Marchese Antonio Rocci                        | Laura Maria Muti Papazzurri (?-12/02/1734) sp. Marchese Antonio Rocci        | Mario Muti Papazzurri (?-12/02/1734)                                                                                     | Mario Muti Papazzurri (?-12/02/1734)                                                 | Francesco Muti Papazzurri, Cavaliere del Santo Sepolcro di Gerusalemme (1676-21/04/1743)             | Francesco Muti Papazzurri, Cavaliere del Santo Sepolcro di Gerusalemme (1676-21/04/1743)             |                                                         |                                                |                                                |
|                                            |                                            |                                                            |                                                            | | | | |                                                                                              |                                                                              | |                                                                                      | | |                                                         |                                                |                                                |
|                                            |                                            |                                                            |                                                            | | | | |                                                                                              |                                                                              | |                                                                                      | | |                                                         |                                                |                                                |
| Giuseppe Muti Papazzurri, Gesuita (1704-?) | Giuseppe Muti Papazzurri, Gesuita (1704-?) | Giovanni Muti Papazzurri, Cavaliere di Gran Croce (1705-?) | Giovanni Muti Papazzurri, Cavaliere di Gran Croce (1705-?) | Innocenzo Muti Papazzurri, Canonico di Santa Maria Maggiore e Auditore della Sacra Rota (1706-20/11/1778) | Innocenzo Muti Papazzurri, Canonico di Santa Maria Maggiore e Auditore della Sacra Rota (1706-20/11/1778)                           | Vincenzo Muti Papazzurri, Marchese di Filacciano (1709-?)                                                                           | Vincenzo Muti Papazzurri, Marchese di Filacciano (1709-?)                                          | Mobilia Belluccia Muti Papazzurri (1710-?) sp. Mario Falconieri(1737)                        | Mobilia Belluccia Muti Papazzurri (1710-?) sp. Mario Falconieri(1737)        | Mario Muti Papazzurri, Abate                                                                                             | Mario Muti Papazzurri, Abate                                                         | Curzio Muti Papazzurri, Alfiere e Marchese di Filacciano (1712-13/11/1797) sp. Marianna Origo (1533) | Curzio Muti Papazzurri, Alfiere e Marchese di Filacciano (1712-13/11/1797) sp. Marianna Origo (1533) |                                                         |                                                |                                                |
|                                            |                                            |                                                            |                                                            | | | | |                                                                                              |                                                                              | |                                                                                      | | |                                                         |                                                |                                                |
|                                            |                                            |                                                            |                                                            | | | | |                                                                                              |                                                                              | |                                                                                      | | |                                                         |                                                |                                                |
|                                            |                                            |                                                            |                                                            | | | | |                                                                                              |                                                                              | | Girolamo Muti Papazzurri, Marchese di Filacciano (1772-24/12/1810) sp. Giacinta Rito | Girolamo Muti Papazzurri, Marchese di Filacciano (1772-24/12/1810) sp. Giacinta Rito                 | Pompeo Muti Papazzurri, prelato (1776-14/06/1807)                                                    | Pompeo Muti Papazzurri, prelato (1776-14/06/1807)       |                                                |                                                |
|                                            |                                            |                                                            |                                                            | | | | |                                                                                              |                                                                              | |                                                                                      | | |                                                         |                                                |                                                |
|                                            |                                            |                                                            |                                                            | | | | |                                                                                              |                                                                              | |                                                                                      | | |                                                         |                                                |                                                |
|                                            |                                            |                                                            |                                                            | | | | Raffaele Muti Papazzurri, Marchese di Filacciano (1800-13/03/1858)                                 | Raffaele Muti Papazzurri, Marchese di Filacciano (1800-13/03/1858)                           | Giovan Battista Muti Papazzurri (1800-13/03/1858)                            | Giovan Battista Muti Papazzurri (1800-13/03/1858)                                                                        | Francesca Muti Papazzurri (?-05/06/1825) sp. Francesco Mauri                         | Francesca Muti Papazzurri (?-05/06/1825) sp. Francesco Mauri                                         | Isabella Muti Papazzurri (?-15/08/1830)                                                              | Isabella Muti Papazzurri (?-15/08/1830)                 | Anna Maria Muti Papazzurri sp. Luigi Cardinali | Anna Maria Muti Papazzurri sp. Luigi Cardinali |

Girolamo, soprannominato in seguito il Magnifico, sposò Livia della Zecca nel 1533 e con lei diede origine a una dinastia che portò a una forte ascesa sociale della famiglia, testimoniata da numerosi riconoscimenti che, volendoci limitare al solo Girolamo, ebbero coronamento nella nomina di capo del rione di Trevi nel 1536 e di quello di Sant'Eustachio nel 1538 e nel 1541, di cui fu consigliere per ben dieci volte; inoltre fu Maestro giustiziere nel 1549 e podestà nell'agro di Vignanello nel 1570.
Girolamo ebbe un figlio maschio, Giovanni, che strinse un matrimonio illustre con Ortensia Ruspoli, e una figlia femmina, Paolina, la cui figlia Girolama si legò in matrimonio alla famiglia dei Cardelli e insieme al figlio Giulio nel 1615 alienò a tale Cristoforo Scoto la parte del Palazzo ai SS. Apostoli a loro spettante per eredità. Da questa vendita nacque una controversia che consentì a Lelio e Marcello di riacquistare forzatamente la proprietà e riunificarla con quella familiare per la somma di 1750 scudi.
L'eredità di Girolamo fu recepita quasi interamente prima dal figlio Giovanni e poi dal nipote Pompeo, dal cui matrimonio con Costanza Spannocchi nacquero cinque figli: il primogenito venne chiamato con il tradizionale nome familiare di Girolamo e, nell'arco della propria vita, venne nominato Cavaliere della spada di San Giacomo e Cavaliere di San Pietro, ricoprendo cariche civili di altrettanto prestigio tra cui, più volte, quella di capo del rione di Trevi e di conservatore, ottenendo nel 1631 la Patente dell'Officio di Custode dell'acqua salata del Campidoglio e, poco dopo, la carica di Camerlengo per l'Offizio di Riscontro delle Medaglie nella salata di Roma.
Girolamo recò inoltre giovamento economico e sociale alla famiglia, sposando nel 1625 Vittoria Virginia Ignazi di Sezze che, oltre a portare in dote un'ingente quantità di rendite e beni immobili, diede al marito undici figli, di cui cinque maschi.
Il primogenito, Giovanni (1629-1706), decise di dedicarsi alla vita ecclesiastica, diventando prima Auditore della Sacra Rota e poi nunzio apostolico presso la corte di Napoli.
Il secondogenito, Pompeo (1630-1713), venne nominato Cavaliere e raccolse l'eredita familiare, consolidando ulteriormente il prestigio del casato: fu eletto capo del rione di Trevi, come suo padre e suo nonno prima di lui, e di quello di Sant'Eustachio. Importantissimo fu il suo contributo alla costruzione del Palazzo Muti Papazzurri in piazza della Pilotta, poiché tra il 1678 e il 1685 ricoprì in successione gli incarichi di Maestro delle strade, Conservatore della Municipalità di Roma, Gonfaloniere del popolo romano e, infine, Custode dell'Arce e dell'area capitolina.

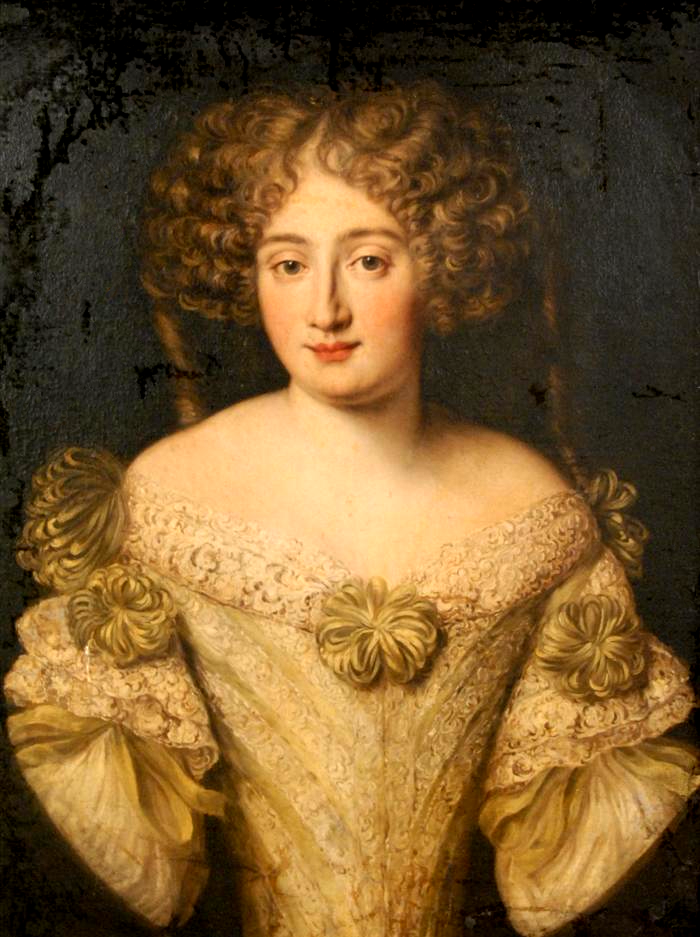
Ritratto di Maria Isabella Massimo Muti Papazzurri

Pompeo sposò Maria Isabella Massimo, considerata una delle donne più belle del suo tempo e per questo descritta nell'anonima Gloria delle dame romane e inclusa nella collezione di ritratti di nobildonne romane esposti nella cosiddetta "galleria delle belle" di Palazzo Chigi ad Ariccia.
Il prestigio del matrimonio fu tale che Girolamo decise di forzare gli altri figli alla totale rinuncia alle pretese ereditarie, affinché Pompeo rimanesse unico erede, emettendo contestualmente un fedecommesso per destinare lasciti del proprio patrimonio non soggetto alla primogenitura ai figli maschi e alle rispettive linee di successione maschili, in quel momento però garantite dal solo Pompeo, il cui matrimonio con Isabella produsse nel tempo almeno tre eredi maschi: Girolamo, Mario e Francesco. 
Nel 1674 Pompeo conseguì il titolo di marchese di Filacciano, in seguito all'acquisto del feudo omonimo, e avviò la costruzione di Palazzo Muti Papazzurri in piazza della Pilotta. La crescita del prestigio sociale della famiglia durante tutto il XVII secolo permise a Pompeo di combinare importanti scelte matrimoniali per le due figlie, Vittoria Virginia e Laura, che sposarono rispettivamente il conte Antonio Francesco Soderini e il marchese Antonio Rocci.
Nel 1696 Pompeo seguì le orme del padre ed emise un fedecommesso in favore della discendenza maschile ma, poiché Mario morì prematuramente nel 1702 e Francesco prese i voti come Cavaliere del Santo Sepolcro di Gerusalemme, a raccogliere i diritti di primogenitura fu il solo primogenito Girolamo che, per garantirsi una prole di rango adeguato e non vedere disperso il patrimonio ricevuto, nel 1702 sposò la marchesa Anna Maria Costaguti, da cui poi ebbe otto figli, di cui sei maschi.
Durante questi eventi gioiosi, però, accadde un lutto che segnò l'inizio del decadimento del casato: il 13 settembre 1706 morì il monsignore Giovanni Muti Papazzurri, fratello maggiore di Pompeo e protagonista dell'ascesa familiare. Questo lutto innescò una guerra fratricida tra Pompeo e Scipione, che richiesero la successione legittima per via giudiziaria presso il Tribunale della Curia Capitolina. La famiglia crollò rapidamente in una fase di crisi economica e scarso impegno pubblico, che portò in breve tempo all'estinzione del ramo generato da Girolamo di Prospero all'inizio del XVI secolo.
Il marchese Pompeo morì il 16 giugno 1713, e i due figli, Girolamo e Francesco, grazie anche alla cessione dello zio Scipione, ereditarono l'intera eredità paterna, lasciando nelle mani di Girolamo l'amministrazione dei beni, con il proposito di non disperderli e riportare la famiglia alla situazione agiata in cui aveva vissuto per più di due secoli. I tentativi di Girolamo si dimostrarono vani e, dopo la morte della moglie nel 1728 e il passaggio dell'amministrazione finanziaria al fratello Francesco, complice lo scarso interesse dei figli per la gestione e la cura del patrimonio, arrivò al punto di intentare causa alla ormai lontana parente Ginevra Muti Papazzurri, ultima discendente del ramo originato da Marco Antonio di Prospero nel 1521, nella speranza di rivendicare il diritto di proprietà sul Palazzo ai SS. Apostoli. La causa si concluse con un accordo tra Girolamo e Ginevra, che comportò per la marchesa il pagamento di sedicimila scudi in cambio della rinuncia alle pretese sull'immobile; con tale somma Girolamo garantì l'assegnazione di dote per la figlia Mobilia.
Il declino del casato divenne chiaro nel momento dell'apertura del testamento di Girolamo, che riportava un inventario di pochi oggetti di scarso valore. L'eredità passò dunque all'ultimogenito maschio Curzio, poiché Vincenzo, l'unico altro figlio maschio a non aver scelto una vita clericale, aveva sottoscritto pochi giorni dopo la morte del padre una dimissione dall'amministrazione del patrimonio. Curzio sposò quindi Anna Maria Origo, nobildonna nota ai tempi per le proprie qualità morali, da cui il marchese ebbe due figli maschi, Girolamo e Pompeo. La situazione economica molto pesante a causa dei debiti spinse Curzio a scelte economiche drastiche, che portarono gran parte del patrimonio artistico posseduto dalla famiglia a un destino precario per l'assenza di manutenzione.
Alla morte di Curzio, il secondogenito Pompeo si avviò alla vita consacrata e Girolamo sposò la marchesa Giacinta Rito, con cui generò gli ultimi cinque rappresentanti della famiglia: Raffaele, Giovan Battista, Francesca, Isabella e Anna Maria.
Girolamo, pressato dai debiti, arrivò addirittura a disfarsi del feudo di Filacciano nel 1810 e, gravemente malato, si ritirò in Marino dove morì nel dicembre dello stesso anno, dopo aver istituito la moglie Giacinta come sua procuratrice per l'amministrazione del patrimonio. La mancata coesione degli ultimi discendenti del ramo di Girolamo, le seconde nozze della marchesa Giacinta Rito con il marchese Francesco Ceva-Buzii, il principale creditore del marito defunto, e le morti premature di Francesca nel 1826, Isabella nel 1830 e Giovan Battista nel 1848, portarono inevitabilmente all'estinzione della famiglia.
Della prole di Girolamo e Giacinta sopravvissero fino alla vecchiaia solo Anna Maria e Raffaele.
Anna Maria sposò Luigi Cardinali di Velletri, da cui ebbe cinque figli, morti tutti precocemente; la memoria di questi lutti è riscontrabile nel monumento funerario di Anna Maria nella chiesa di San Lorenzo a Velletri, in cui i cinque figli sono raffigurati come cinque farfalle che fanno corona alla madre.
Il marchese Raffaele, invece, si rese famoso per la fondazione dell'Accademia Filarmonica Romana, di cui fu primo presidente nel 1821.

#### Il ramo di Marco Antonio di Prospero Muti Papazzurri
| | |                                       |                                                             |                                                             |                                                                                      |                                                                                          | | | | |                                                                                         |                                                       |                                                     |                                              |                                              |
| | |                                       |                                                             |                                                             |                                                                                      | Marco Antonio Muti Papazzurri sp. Giulia Aragona (1532)                                  | | | | |                                                                                         |                                                       |                                                     |                                              |                                              |
| | |                                       |                                                             |                                                             |                                                                                      |                                                                                          | | | | |                                                                                         |                                                       |                                                     |                                              |                                              |
| | |                                       |                                                             |                                                             |                                                                                      |                                                                                          | | | | |                                                                                         |                                                       |                                                     |                                              |                                              |
| | Porzia Muti Papazzurri (1535-?)                                                                           | Porzia Muti Papazzurri (1535-?)       | Prospero Muti Papazzurri (1536-?)                           | Prospero Muti Papazzurri (1536-?)                           | Ottavio Muti Papazzurri (1538-1574) sp. Olimpia Pallavicini                          | Ottavio Muti Papazzurri (1538-1574) sp. Olimpia Pallavicini                              | Giovanni Vincenzo (1540-?)                                                                                                 | Giovanni Vincenzo (1540-?)                                                                                                 | Giovan Battista Muti Papazzurri (1541-?) | Giovan Battista Muti Papazzurri (1541-?) | Marzia Muti Papazzurri (1545-?)                                                         | Marzia Muti Papazzurri (1545-?)                       |                                                     |                                              |                                              |
| | |                                       |                                                             |                                                             |                                                                                      |                                                                                          | | | | |                                                                                         |                                                       |                                                     |                                              |                                              |
| | |                                       |                                                             |                                                             |                                                                                      |                                                                                          | | | | |                                                                                         |                                                       |                                                     |                                              |                                              |
| Marco Antonio Muti Papazzurri, chierico romano e canonico della basilica di Santa Maria Maggiore (1572-?) | Marco Antonio Muti Papazzurri, chierico romano e canonico della basilica di Santa Maria Maggiore (1572-?) | Giulia Muti Papazzurri (02/03/1574-?) | Giulia Muti Papazzurri (02/03/1574-?)                       | Prospero Muti Papazzurri (1576-?)                           | Prospero Muti Papazzurri (1576-?)                                                    | Giovanni Paolo Muti Papazzurri (1578-?)                                                  | Giovanni Paolo Muti Papazzurri (1578-?)                                                                                    | Vincenzo Muti Papazzurri (03/04/1580-?) sp. Giulia Altoviti                                                                | Vincenzo Muti Papazzurri (03/04/1580-?) sp. Giulia Altoviti                                                                                            | Domenico Muti Papazzurri, frate | Domenico Muti Papazzurri, frate                                                         |                                                       |                                                     |                                              |                                              |
| | |                                       |                                                             |                                                             |                                                                                      |                                                                                          | | | | |                                                                                         |                                                       |                                                     |                                              |                                              |
| | |                                       |                                                             |                                                             |                                                                                      |                                                                                          | | | | |                                                                                         |                                                       |                                                     |                                              |                                              |
| | |                                       | Elena Muti Papazzurri (28/10/1600-1613) sp. Giovanni Rotulo | Elena Muti Papazzurri (28/10/1600-1613) sp. Giovanni Rotulo | Francesco Prospero Ignazio Muti Papazzurri, Canonico di San Pietro (1602-21/11/1636) | Francesco Prospero Ignazio Muti Papazzurri, Canonico di San Pietro (1602-21/11/1636)     | Marco Antonio Muti Papazzurri, Cavaliere di Malta, colonnello e capitano generale delle milizie del Popolo Romano (1603-?) | Marco Antonio Muti Papazzurri, Cavaliere di Malta, colonnello e capitano generale delle milizie del Popolo Romano (1603-?) | Giovan Battista Muti Papazzurri, Cavaliere di San Iago della Spada e Marchese di Lauriano (01/09/1604-1653) sp. Laura de Montoro/sp. Caterina Soderini | Giovan Battista Muti Papazzurri, Cavaliere di San Iago della Spada e Marchese di Lauriano (01/09/1604-1653) sp. Laura de Montoro/sp. Caterina Soderini | Paolo Muti Papazzurri, Gesuita (28/10/1605-?)                                           | Paolo Muti Papazzurri, Gesuita (28/10/1605-?)         | Francesca Muti Papazzurri (1608-22/11/1620)         | Francesca Muti Papazzurri (1608-22/11/1620)  |                                              |
| | |                                       |                                                             |                                                             |                                                                                      |                                                                                          | | | | |                                                                                         |                                                       |                                                     |                                              |                                              |
| | |                                       |                                                             |                                                             |                                                                                      |                                                                                          | | | | |                                                                                         |                                                       |                                                     |                                              |                                              |
| | |                                       |                                                             | Porzia Muti Papazzurri sp. Mario Cianti (1659)              | Porzia Muti Papazzurri sp. Mario Cianti (1659)                                       | Eugenio Muti Papazzurri, Cavaliere di San Pietro (1638-17/09/1670) sp. Giulia Bolognetti | Eugenio Muti Papazzurri, Cavaliere di San Pietro (1638-17/09/1670) sp. Giulia Bolognetti                                   | Giovanni Vincenzo Muti Papazzurri, prelato (09/01/1636-?)                                                                  | Giovanni Vincenzo Muti Papazzurri, prelato (09/01/1636-?)                                                                                              | Marcello Muti Papazzurri, Marchese di Lauriano (1639-28/08/1713) sp. Alessandra Millini                                                                | Marcello Muti Papazzurri, Marchese di Lauriano (1639-28/08/1713) sp. Alessandra Millini | Giuseppe Vincenzo Muti Papazzurri, Vescovo (1638-?)   | Giuseppe Vincenzo Muti Papazzurri, Vescovo (1638-?) | Giulia Muti Papazzurri sp. Ulisse Bolognetti | Giulia Muti Papazzurri sp. Ulisse Bolognetti |
| | |                                       |                                                             |                                                             |                                                                                      |                                                                                          | | | | |                                                                                         |                                                       |                                                     |                                              |                                              |
| | |                                       |                                                             |                                                             |                                                                                      |                                                                                          | | | | |                                                                                         |                                                       |                                                     |                                              |                                              |
| | |                                       |                                                             |                                                             |                                                                                      |                                                                                          | | | | Giovan Battista Muti Papazzurri, Marchese di Lauriano (?-1730) sp. Caterina Corradini                                                                  |                                                                                         |                                                       |                                                     |                                              |                                              |
| | |                                       |                                                             |                                                             |                                                                                      |                                                                                          | | | | |                                                                                         |                                                       |                                                     |                                              |                                              |
| | |                                       |                                                             |                                                             |                                                                                      |                                                                                          | | | | |                                                                                         |                                                       |                                                     |                                              |                                              |
| | |                                       |                                                             |                                                             |                                                                                      |                                                                                          | | | Porzia Muti Papazzurri, monaca | Porzia Muti Papazzurri, monaca | Ginevra Muti Papazzurri sp. Giovan Battista Sacchetti                                   | Ginevra Muti Papazzurri sp. Giovan Battista Sacchetti |                                                     |                                              |                                              |

Al pari dei cugini discendenti da Girolamo, anche il ramo di Marco Antonio nel corso dei secoli strinse alcuni legami matrimoniali di rilievo: suo figlio Ottavio sposò Olimpia Pallavicini, da cui ebbe cinque figli maschi: Marco Antonio, Prospero, Giovanni, Vincenzo e Domenico. 
Vincenzo sposò poi Giulia Altoviti, acquisendo alla morte sine prole del cognato i beni sutrini e la villa che secoli dopo avrebbe preso il nome di Villa Savorelli. Da questa unione nacquero quattro figli maschi: Francesco Prospero Ignazio, Marco Antonio, Giovan Battista e Paolo.
Il primogenito, Francesco Prospero Ignazio, si dedicò alla vita clericale e divenne Canonico di San Pietro, mentre Marco Antonio si distinse come cavaliere di Malta e capitano delle milizie del popolo romano.
Giovan Battista acquisì il Cavalierato della Spada di San Giacomo nel 1633 e nel 1644 ereditò il titolo di Marchese di Lauriano dalla famiglia della madre; sposò in prime nozze Laura de Montoro e, alla morte della prima moglie, Caterina Soderini. Quest'ultima, in particolare, diede a Giovan Battista quattro figli maschi: Eugenio, Giovanni, Marcello e Giuseppe.
Eugenio venne armato Cavaliere di San Iago della Spada, Giovanni e Giuseppe divennero invece rispettivamente prelato e vescovo.
Marcello eredità dal padre il titolo di Marchese di Lauriano e sposò Alessandra Millini, da cui discese un solo figlio maschio, Giovan Battista.
L'ultima discendente della famiglia, Ginevra Muti Papazzurri, figlia di Giovan Battista, sposò Giovanni Battista Sacchetti nel 1758 da cui ebbe una figlia femmina, Maria Maddalena, che però morì prematuramente, portando così all'estinzione la linea di sangue dei Muti Papazzurri del ramo di Marco Antonio.

### Il fidecommesso di Ginevra Muti Papazzurri

#### Le dinamiche di primogenitura prescritte per la famiglia Casali
(Ginevra Muti Papazzurri, Testamento)
|                                                                               |                                                                               | | |                                                                 |                                                                 |                                        |                                        |
|                                                                               |                                                                               | | Alessandro Casali, Marchese                                                                                                |                                                                 |                                                                 |                                        |                                        |
|                                                                               |                                                                               | | |                                                                 |                                                                 |                                        |                                        |
|                                                                               |                                                                               | | |                                                                 |                                                                 |                                        |                                        |
| Giovanni Battista Casali illecitamente Muti Papazzurri e Marchese di Lauriano | Giovanni Battista Casali illecitamente Muti Papazzurri e Marchese di Lauriano | Giuseppe Muti Papazzurri, Marchese di Lauriano per fidecommesso di Ginevra Muti Papazzurri (?-1797) precedentemente Casali | Giuseppe Muti Papazzurri, Marchese di Lauriano per fidecommesso di Ginevra Muti Papazzurri (?-1797) precedentemente Casali | Elisabetta Casali sp. Conte Niccolò Savorelli (1752-17/07/1818) | Elisabetta Casali sp. Conte Niccolò Savorelli (1752-17/07/1818) | Geltrude Casali sp. Giuliano Capranica | Geltrude Casali sp. Giuliano Capranica |

Allo scopo di tramandare il proprio nome, Ginevra Muti Papazzurri istituì un fidecommesso perpetuo nominando suo erede il marchese Giuseppe Casali, figlio secondogenito di Alessandro Casali, con l'onere di sostituire il proprio cognome, e il cognome di tutti i discendenti, servato l'ordine della primogenitura regolare. 
Il primogenito di Alessandro Casali, Giovan Battista, avrebbe dunque avuto cognome ed eredità Casali, mentre il suo secondogenito, Giuseppe, cognome ed eredità Muti Papazzurri, poi trasmissibile ai propri eredi primogeniti in sostituzione dell'eredità e del cognome Casali a cui si chiedeva di rinunciare come onere testamentario.
A questa intricata serie di rapporti di discendenza sostitutiva, Ginevra appose una seconda serie di vocazioni relative alla eventuale estinzione della linea del Marchese Giuseppe Casali.
(Ginevra Muti Papazzurri, Testamento)
Dunque, se la discendenza del Marchese Giuseppe Casali fosse andata incontro ad estinzione, l'eredità Muti Papazzurri sarebbe andata, con le stesse modalità di rinuncia al cognome di Casali, al figlio secondogenito di Giovanni Battista Casali, o ad un qualsiasi secondogenito derivante da quella linea di primogenitura.
In previsione dell'ulteriore estinzione della linea del Marchese Giovanni Battista, Ginevra istituì un terzo complesso di regole.
(Ginevra Muti Papazzurri, Testamento)
La famiglia dei Marchesi Casali era composta da quattro figlie femmine e due figli maschi: Giovanni Battista, il primogenito, e Giuseppe, il secondogenito. La primogenitura Muti Papazzurri andò, come previsto, a Giuseppe, che rinunciò al proprio cognome per assumere quello della testatrice ma morì sine prole nel 1797, e, contrariamente a quanto minuziosamente previsto da Ginevra, il primogenito Giovanni Battista avocò a sé titoli, cognome ed eredità Muti Papazzurri.

#### Dai Casali ai Savorelli
|                                |                                | | |                                                                                          |                                                                                          |                                                                 |                                          |                                                                |                                                                |
|                                |                                | Alessandro Casali, Marchese                                                                                               | |                                                                                          |                                                                                          |                                                                 |                                          |                                                                |                                                                |
|                                |                                | | |                                                                                          |                                                                                          |                                                                 |                                          |                                                                |                                                                |
|                                |                                | | |                                                                                          |                                                                                          |                                                                 |                                          |                                                                |                                                                |
| Giovanni Battista Casali       | Giovanni Battista Casali       | Giuseppe Muti Papazzurri, Marchese di Lauriano per fedecommesso di Ginevra Muti Papazzurri (?-1797)precedentemente Casali | Giuseppe Muti Papazzurri, Marchese di Lauriano per fedecommesso di Ginevra Muti Papazzurri (?-1797)precedentemente Casali |                                                                                          | Elisabetta Casali sp. Conte Niccolò Savorelli (1752-17/07/1818)                          | Elisabetta Casali sp. Conte Niccolò Savorelli (1752-17/07/1818) |                                          |                                                                |                                                                |
|                                |                                | | |                                                                                          |                                                                                          |                                                                 |                                          |                                                                |                                                                |
|                                |                                | | |                                                                                          |                                                                                          |                                                                 |                                          |                                                                |                                                                |
| Raffaele Casali (?-18/08/1814) | Raffaele Casali (?-18/08/1814) | Vincenzo Savorelli (09/07/1783-07/07/1832)                                                                                | Vincenzo Savorelli (09/07/1783-07/07/1832)                                                                                | Giovanni Antonio Savorelli Muti Papazzurri, Marchese di Lauriano (14/07/1784-03/06/1841) | Giovanni Antonio Savorelli Muti Papazzurri, Marchese di Lauriano (14/07/1784-03/06/1841) | Ercole Savorelli (20/12/1786-27/04/1854)                        | Ercole Savorelli (20/12/1786-27/04/1854) | Alessandro Savorelli sp. Caterina Vespignani (1791-02/10/1864) | Alessandro Savorelli sp. Caterina Vespignani (1791-02/10/1864) |

Ginevra, nel caso della mancanza di un secondogenito con cognome Casali, aveva previsto ulteriori indicazioni: la primogenitura sarebbe spettata di diritto al primo secondogenito maschio discendente di Alessandro anche per trasmissione materlineare.
(Ginevra Muti Papazzurri, Testamento)
Giovanni Battista Casali sostenne che il compendio fedecommissario della famiglia Muti Papazzurri gli spettasse in quanto erede legittimo del proprio figlio secondogenito. 

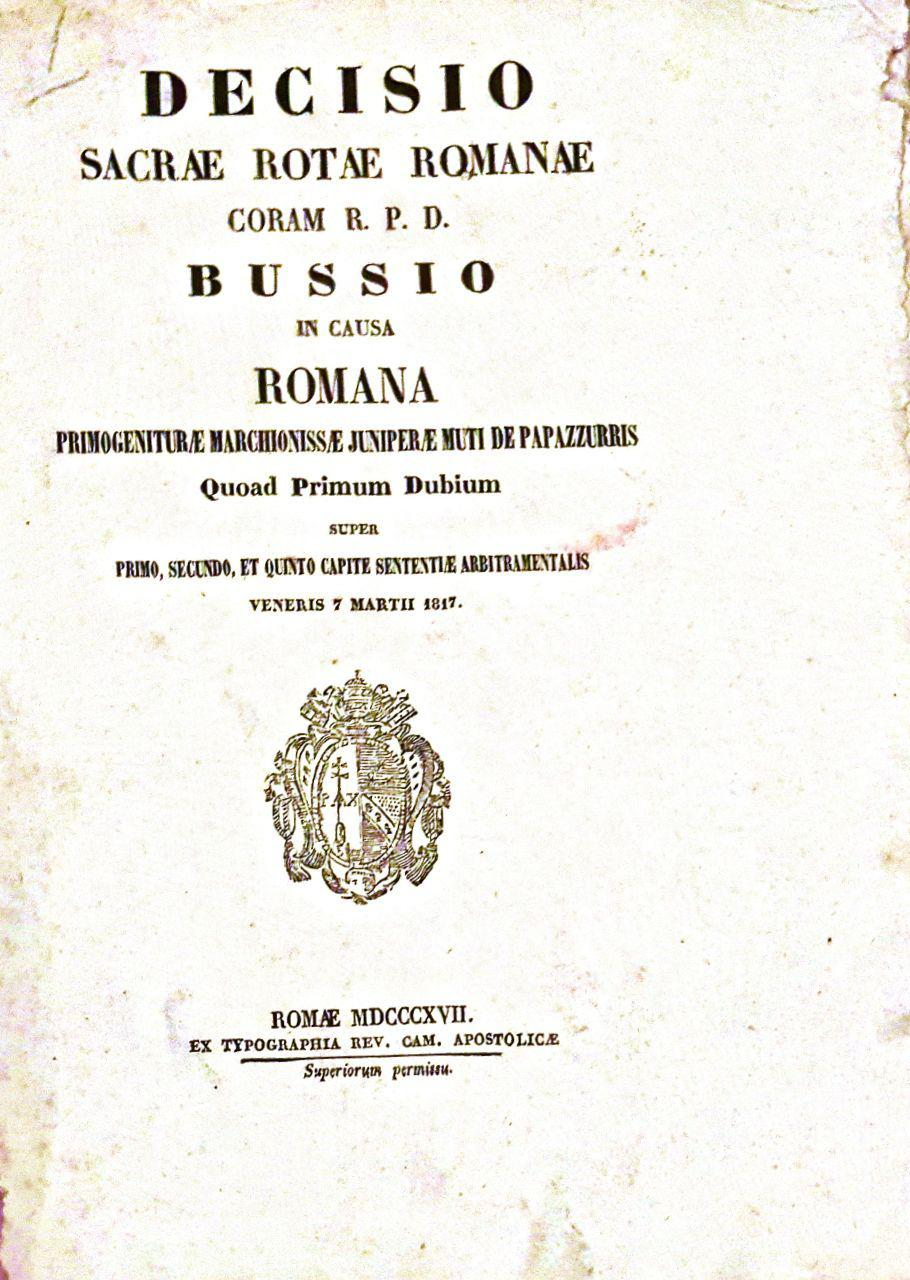
La decisio della Sacra Rota datata 1817 con cui Giovanni Antonio Savorelli ottenne la legittima investitura a Muti Papazzurri e l'ottenimento dell'eredità previamente usurpata dallo zio Giovanni Battista Casali.

La maggiore delle sorelle di Giovanni battista, la Contessa Elisabetta Casali in Savorelli, aveva però avuto una numerosissima prole, che contava ben cinque figlie femmine e quattro maschi. Il secondogenito, Giovanni Antonio, vedendosi privato della legittima eredità dei Muti Papazzurri, mosse lite allo zio, Giovanni Battista, ed una regiudicata rotale gli diede piena vittoria con una decisio del 7 marzo 1817, a cui seguirono altre due decisiones di conferma nel 1817 e nel 1818.
(Sacra Rota, Decisio veneris 7 Martii 1817)

### Savorelli Muti Papazzurri
Ottenuta la primogenitura Muti Papazzurri, Giovanni Antonio Savorelli Muti Papazzurri morì sine prole nel 1841, dieci anni dopo la morte del fratello maggiore Vincenzo; Ercole, originariamente terzogenito, divenne primogenito civile, e la primogenitura Muti Papazzurri passò dunque al secondogenito civile Alessandro.

#### Le dispute sull'eredità Muti Papazzurri nella famiglia Savorelli

##### La contesa tra Giovanni Antonio ed Achille
|                                            |                                            |                                                                                          |                                                                                          |                                                                                          |                                                                                          | | |                                                     |                                                     |                                                     |                                                     |
|                                            |                                            |                                                                                          | Niccolò Savorelli (1752-17/07/1818) sp. Elisabetta Casali                                |                                                                                          |                                                                                          | | |                                                     |                                                     |                                                     |                                                     |
|                                            |                                            |                                                                                          |                                                                                          |                                                                                          |                                                                                          | | |                                                     |                                                     |                                                     |                                                     |
|                                            |                                            |                                                                                          |                                                                                          |                                                                                          |                                                                                          | | |                                                     |                                                     |                                                     |                                                     |
| Vincenzo Savorelli (09/07/1783-07/07/1832) | Vincenzo Savorelli (09/07/1783-07/07/1832) | Giovanni Antonio Savorelli Muti Papazzurri, Marchese di Lauriano (14/07/1784-03/06/1841) | Giovanni Antonio Savorelli Muti Papazzurri, Marchese di Lauriano (14/07/1784-03/06/1841) | Ercole Savorelli (20/12/1786-27/04/1854)                                                 | Ercole Savorelli (20/12/1786-27/04/1854)                                                 | Alessandro Savorelli Muti Papazzurri, Marchese di Lauriano (1791-02/10/1864) sp. Caterina Vespignani | Alessandro Savorelli Muti Papazzurri, Marchese di Lauriano (1791-02/10/1864) sp. Caterina Vespignani |                                                     |                                                     |                                                     |                                                     |
|                                            |                                            |                                                                                          |                                                                                          |                                                                                          |                                                                                          | | |                                                     |                                                     |                                                     |                                                     |
|                                            |                                            |                                                                                          |                                                                                          |                                                                                          |                                                                                          | | |                                                     |                                                     |                                                     |                                                     |
|                                            |                                            | Vittoria Savorelli (01/09/1817-17/10/1838)                                               | Vittoria Savorelli (01/09/1817-17/10/1838)                                               | Giovanni Antonio Savorelli Muti Papazzurri, Marchese di Lauriano (20/02/1819-05/06/1871) | Giovanni Antonio Savorelli Muti Papazzurri, Marchese di Lauriano (20/02/1819-05/06/1871) | Achille Savorelli Muti Papazzurri, Marchese di Lauriano (15/01/1829-16/06/1892) sp. Serafina Ricci   | Achille Savorelli Muti Papazzurri, Marchese di Lauriano (15/01/1829-16/06/1892) sp. Serafina Ricci   | Nicola Savorelli (16/08/1830-1891) sp. Chiara Prati | Nicola Savorelli (16/08/1830-1891) sp. Chiara Prati | Giuseppe Savorelli (26/06/1837-?) sp. Maria Cocconi | Giuseppe Savorelli (26/06/1837-?) sp. Maria Cocconi |

Quando Alessandro morì nel 1864 il suo secondogenito Achille chiese ed ottenne dal Tribunale Civile di Roma l'immissione al possesso del fedecommesso Muti Papazzurri. Giovanni Antonio, il primogenito, vi si oppose, sostenendo che il fedecommesso di Ginevra Muti Papazzurri stabiliva che una volta individuata la secondogenitura questa dovesse essere trasmessa secondo le regolari procedure di primogenitura, cioè da primogenito in primogenito. Achille propose allora al fratello di accordarsi, acconsentendo alla rinuncia alla primogenitura Muti Papazzurri in cambio di alcune garanzie e interessi sui beni fedecommissari.
Giovanni Antonio accettò, e tale accordo fu consacrato con un atto datato 19 luglio 1868, in cui però Achille dichiarò espressamente che tali rinunce dovevano avere vigore unicamente nei confronti del Marchese Giovanni Antonio e dei suoi figli.
Alla morte del fratello nel 1871, Achille prese di nuovo possesso della primogenitura Muti Papazzurri e del relativo Marchesato, senza nessuna rimostranza da parte di Nicola Savorelli, allora dimorante in Forlì e appena divenuto secondogenito civile.

##### La contesa tra Achille e Nicola
|                                                              | | | |                                                                         |                                                                         |                                                     |                                     |
|                                                              | | | Alessandro Savorelli Muti Papazzurri, Marchese di Lauriano sp. Caterina Vespignani (1791-02/10/1864)  |                                                                         |                                                                         |                                                     |                                     |
|                                                              | | | |                                                                         |                                                                         |                                                     |                                     |
|                                                              | | | |                                                                         |                                                                         |                                                     |                                     |
|                                                              | Achille Savorelli Muti Papazzurri, Marchese di Lauriano (15/01/1829-16/06/1892) sp. Serafina Ricci | Achille Savorelli Muti Papazzurri, Marchese di Lauriano (15/01/1829-16/06/1892) sp. Serafina Ricci    | |                                                                         | Nicola Savorelli (16/08/1830-1891) sp. Chiara Prati                     | Nicola Savorelli (16/08/1830-1891) sp. Chiara Prati |                                     |
|                                                              | | | |                                                                         |                                                                         |                                                     |                                     |
|                                                              | | | |                                                                         |                                                                         |                                                     |                                     |
| Cesare Savorelli (04/04/1859-20/06/1909) sp. Teresa Galletti | Cesare Savorelli (04/04/1859-20/06/1909) sp. Teresa Galletti                                       | Alessandro Savorelli Muti Papazzurri Marchese di Lauriano (22/10/1868-09/03/1948) sp. Giulia Noccioli | Alessandro Savorelli Muti Papazzurri Marchese di Lauriano (22/10/1868-09/03/1948) sp. Giulia Noccioli | Livio Savorelli Prati Muti Papazzurri, Marchese di Lauriano (1865-1902) | Livio Savorelli Prati Muti Papazzurri, Marchese di Lauriano (1865-1902) | Paolina Savorelli Prati (1863-1944)                 | Paolina Savorelli Prati (1863-1944) |

Achille Savorelli Muti Papazzurri mantenne senza alcuna disputa la primogenitura fino al 1886, data in cui venne citato in via formale insieme al figlio primogenito Cesare davanti al Regio Tribunale Civile di Roma dal fratello Nicola, che sosteneva di essere diventato a seguito della morte di Giovanni Antonio il legittimo successore nella primogenitura.
La causa fu iniziata con rito formale e, nonostante l'atto di citazione fosse stato regolarmente notificato ad Achille e a suo figlio Cesare, questi non si presentarono, e la causa iscritta nel ruolo delle contumaciali.
(Avv. Giuseppe Ceneri, rappresentante di Nicola Savorelli, Controricorso presso la Suprema Corte di Cassazione)
Nel 1887 Achille intervenne in giudizio e impugnò l'azione spiegata dal fratello Nicola. Nel 1888 il Tribunale Civile di Roma respinse dunque l'istanza e condannò Nicola alle spese.
(Avv. Augusto Caroselli, rappresentante di Achille Savorelli, Comparsa conclusionale presso il Regio Tribunale Civile di Roma)

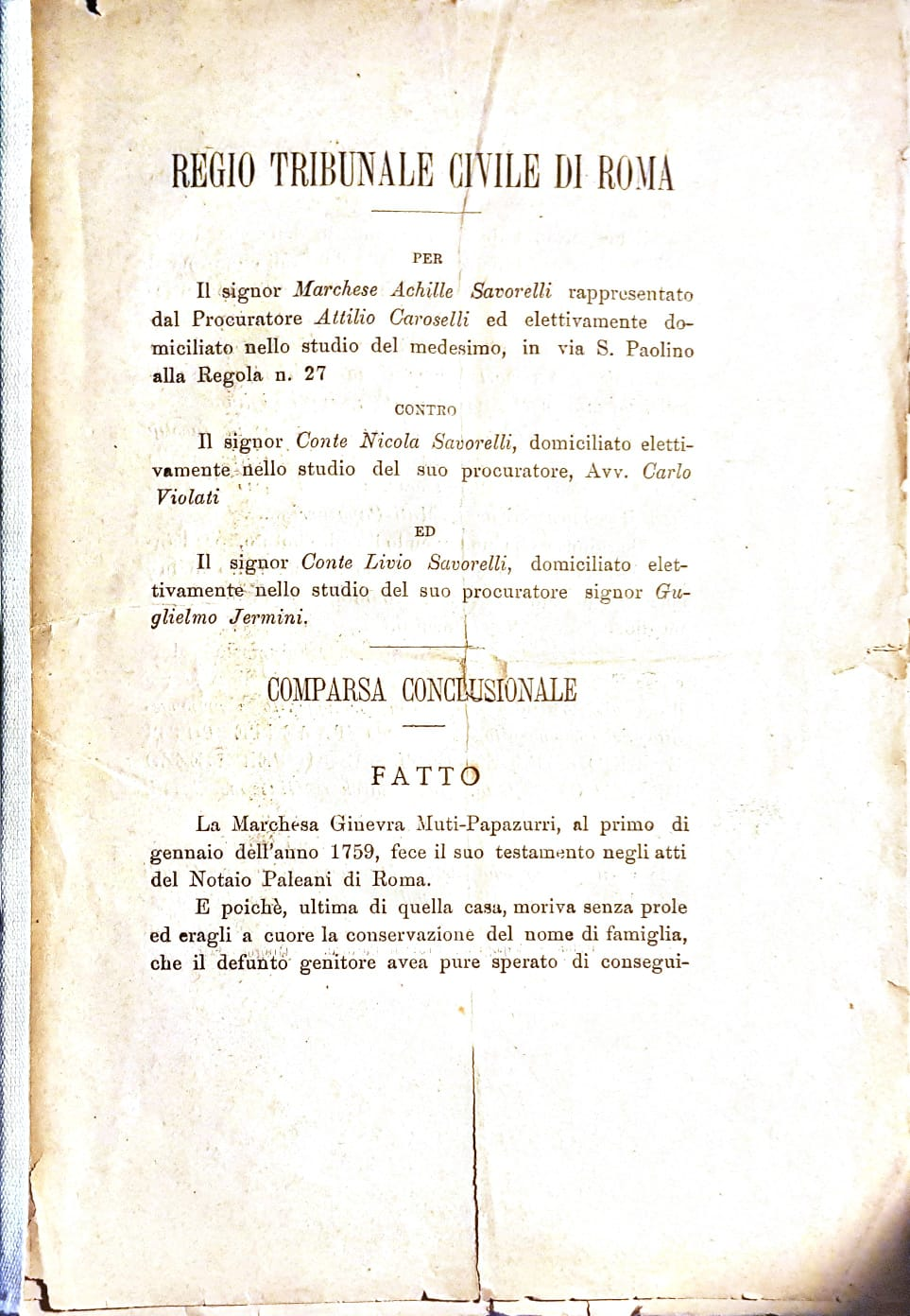
Comparsa conclusionale di Achille Savorelli all'interno del giudizio pendente sulla primogenitura Muti Papazzurri nel 1888

Contro tale decisione fu proposto appello, che venne accolto dalla stessa Corte che si pronunciò in favore di Nicola e del suo primogenito dichiarando che, in seguito alla morte del Marchese Giovanni Antonio Savorelli Muti Papazzurri, il possesso dei beni del fedecommesso spettava a Nicola, e che per la successiva abolizione dei vincoli fedecommissari la proprietà libera degli stessi beni si era devoluta per metà a Nicola e per metà al figlio Livio.
Si giunse così al terzo grado di giudizio, e nel 1890 Achille e Nicola portarono la questione davanti alla Suprema Corte di Cassazione.
Achille sosteneva che fossero state violate alcune regole di diritto fedecommissario, sostenendo che nella primogenitura regolare la vocazione si deferisse di primogenito in primogenito ai discendenti di ciascuna linea, e disconoscendo la finzione di legge per cui il secondogenito nelle primogeniture regolari prende il posto del primogenito. Se dunque si fosse verificata incompatibilità di primogenitura nella persona di Achille, questa sarebbe comunque dovuta essere avocata dal figlio Cesare, e non bensì dal fratello Nicola, secondo la regola nepos excludit patruum. 
Nicola, d'altro canto, ribatteva che le regole del diritto fedecommissario portate in esame da Achille non costituivano legge, per la cui violazione si potesse ricorrere in Cassazione, bensì norme direttive d'interpretazione. Inoltre sostenne che le argomentazioni di Achille potevano valere solo in caso di linea discendentale di primogenito dell'ultimo possessore, e non, come espressamente specificato nel testamento di Ginevra Muti Papazzurri, di linea collaterale o di nuovo grado di sostituzione. Inoltre, posto di fronte alla regola nepos excludit patruum, dichiarò che tale difesa, in quanto nuova, era improponibile, e che, comunque, la testatrice parlò sempre di ordine primogeniale in relazione alla discendenza del possessore, non in relazione ai collaterali di esso, e chiamò a preferenza un secondogenito, tutte le volte che non si trattasse della progressività del fedecommesso nella linea discendentale del possessore, e che dunque la regola sarebbe stata applicabile solo qualora Achille fosse stato l'ultimo possessore del fedecommesso.
Secondo Nicola, dunque, la sentenza di secondo grado escludeva giustamente Cesare, perché la legge testamentaria chiamava i figli primogeniti del possessore, e dunque era escluso che Achille nel 1871 potesse ottenere il possesso del fedecommesso: l'esclusione consequenziale di Cesare non era dovuta ad un difetto di trasmissione, ma ad un'assoluta mancanza di vocazione a favore di essa.
E qui non occorre far richiamo a teorie. Poiché la testatrice, per questo caso, volle espressamente che a capo della nuova linea fosse chiamato anche un secondogenito civile, siccome ampiamente e rettamente dimostra la Corte di merito.
Da ultimo non conviene dimenticare che, se un dubbio fosse anche potuto rimanere nell'animo del magistrato, non mancò al medesimo anche il conforto dell'osservanza, ottima interprete delle cose dubbie, la quale mentre da un lato valse a tranquillizzare giustamente la coscienza dei giudici di merito; dall'altro, comeché costituente argomento di fatto, vale oggi a rendere incensurabile presso il Supremo Collegio la sentenza denunciata.
Tutte queste ragioni ci affidano pienamente a sperare che la Corte Eccellentissima respingerà il ricorso del conte Achille Savorelli.»
(Avv. Giuseppe Ceneri, rappresentante di Nicola Savorelli, Controricorso presso la Suprema Corte di Cassazione)
La Corte respinse il ricorso di Achille, che dopo 15 anni perse l'eredità del fedecommesso. Tuttavia il Conte Nicola morì quando la lite era ancora pendente, e dunque il rigetto della Cassazione agì in favore del solo Livio, che ereditò dunque la Primogenitura e assunse il nome di Livio Savorelli Prati Muti Papazzurri, Marchese di Lauriano.

#### L'estinzione del ramo Savorelli Prati Muti Papazzurri
|                                                                         |                                                                         |                                     |                                     |
|                                                                         | Nicola Savorelli sp. Chiara Prati                                       |                                     |                                     |
|                                                                         |                                                                         |                                     |                                     |
|                                                                         |                                                                         |                                     |                                     |
| Livio Savorelli Prati Muti Papazzurri, Marchese di Lauriano (1865-1902) | Livio Savorelli Prati Muti Papazzurri, Marchese di Lauriano (1865-1902) | Paolina Savorelli Prati (1863-1944) | Paolina Savorelli Prati (1863-1944) |

Famiglia Savorelli Prati Muti Papazzurri.
Nel 1902 Livio contrasse una grave forma di gonorrea e morì suicida alla giovane età di 37 anni, impiccandosi in una delle sale di Palazzo Savorelli Prati, sede familiare in cui viveva con la sorella Paolina.
Estintasi nuovamente la linea maschile, il titolo tornò al ramo di Achille, passando al suo secondogenito, Alessandro Savorelli Muti Papazzurri, anche se l'intera eredità rimase nel possesso di Paolina Savorelli Prati senza contestazioni da parte dei cugini.

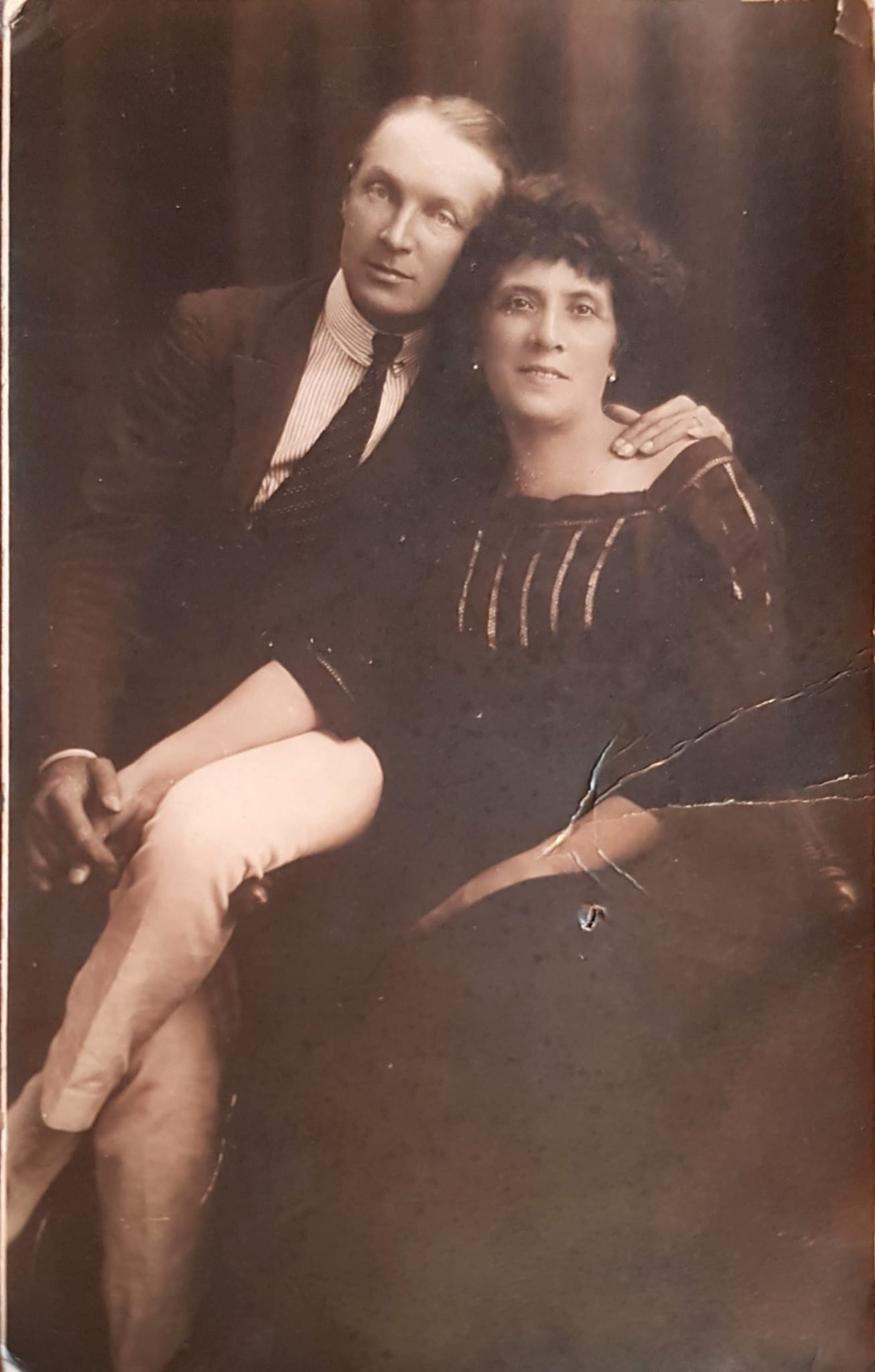
Alessandro Savorelli Muti Papazzurri, l'ultimo a portare il cognome Muti Papazzurri, insieme alla moglie, Giulia Noccioli

Paolina visse il resto della sua vita a Forlì, attribuendosi il titolo di Marchesa e firmandosi come Paolina Savorelli Prati Muti Papazzurri. Morì nubile e senza eredi nel 1944, dettando specifiche e dettagliate volontà testamentarie. Oltre a piccoli legati, quali orpelli o dipinti, destinati alle proprie domestiche o agli amici più intimi, lasciò ai suoi cugini Alessandro, Maria e Teresa, figli di Achille Savorelli, e a Eleonora, figlia del fu primogenito Cesare, tutti i possedimenti sutrini, tra cui la villa appartenuta prima agli Altoviti e poi ai Muti Papazzurri, ormai nota da quasi due secoli come Villa Savorelli, che però fu gravemente danneggiata dalla ritirata delle truppe tedesche nello stesso anno.
A questi legati Paolina appose però la condizione di non avanzare pretese sul restante patrimonio Muti Papazzurri di cui aveva mantenuto il possesso nei quarant'anni precedenti.
(Paolina Savorelli Prati, Testamento)
Nello stesso testamento, infine, predispose la fondazione dell'Istituto Prati, avente sede nello stesso Palazzo Savorelli Prati in cui aveva vissuto per tutta la vita, a cui destinò l'interezza del suo patrimonio.
L'istituto dovrà chiamarsi Istituto Prati e avrà la sua sede nella casa di mia proprietà in Via Aurelio Saffi n.13, ove avranno alloggio e saranno mantenute di tutto punto le infermiere che voglio siano persone di condotta ineccepibile, di principi religiosi, che possano servire gli ammalati con vero spirito di carità.»
(Paolina Savorelli Prati, Testamento)
Con la conclusione dell'esperienza monarchica e la nascita della Repubblica italiana, Alessandro fu l'ultimo Savorelli a portare il cognome Muti Papazzurri, che dunque si estinse con la sua morte il 9 marzo 1948.